# Boskapspest

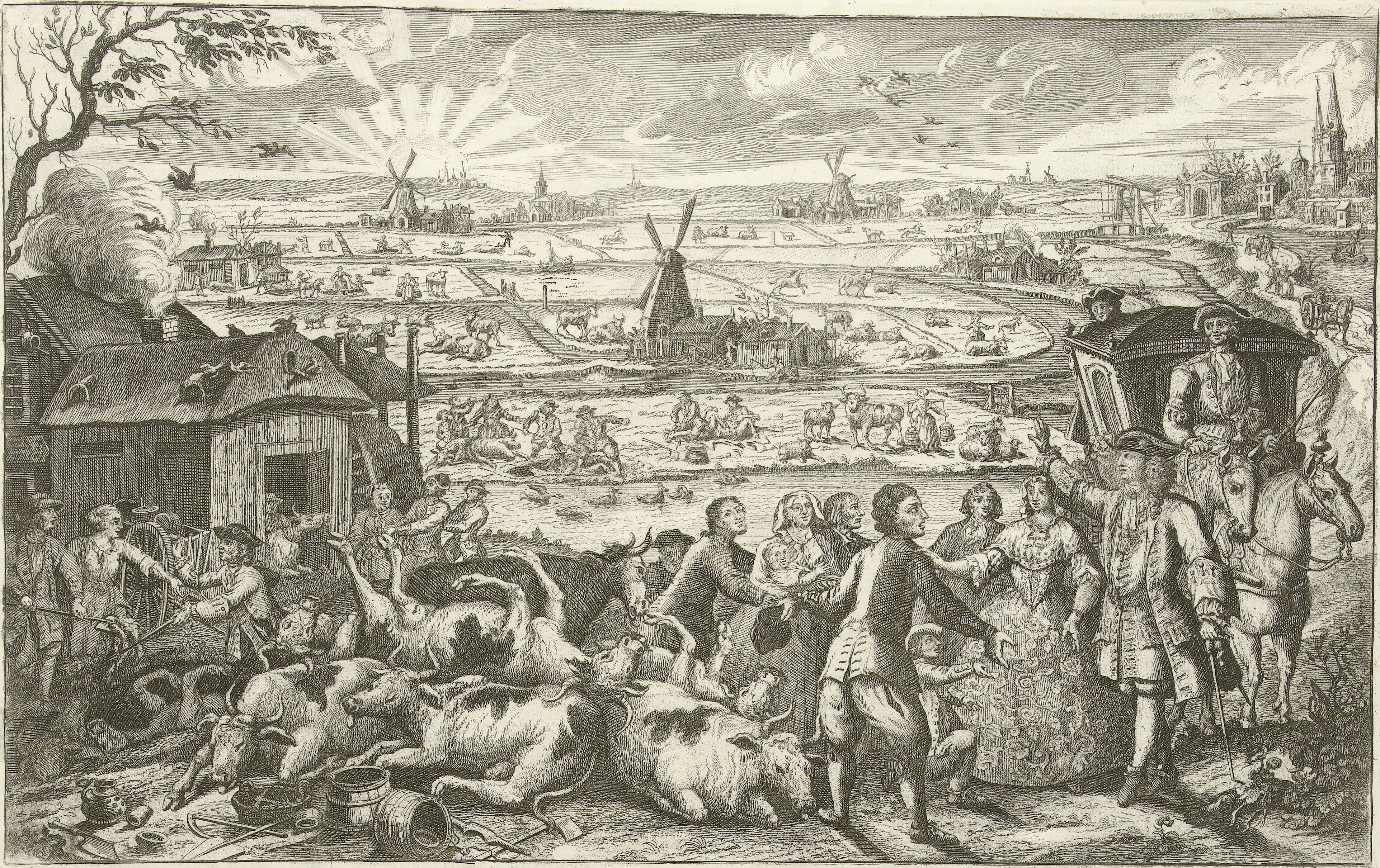
Utbrott av boskapspest i Nederländerna på 1700-talet.

Boskapspest var en mycket smittsam virussjukdom, som främst drabbade nötkreatur och bisonoxe, men även övriga klövbärande djur. Sjukdomen orsakade feber och sårskador i bland annat munnen, samt diarré. Sjukdomen hade hög dödlighet, men djur som överlevde hade gott skydd resten av livet.
Smittan spreds främst genom direktkontakt och via dricksvatten, men överfördes även luftburet.
Viruset Rinderpest virus (RPV) är ett Morbillivirus, nära släkt med mässlings- och valpsjukevirus. Viruset i sig är känsligt för hetta, uttorkning och solljus.
På 1990-talet framtogs ett vaccin mot sjukdomen. FAO bedömer att sjukdomen är utrotad sedan oktober 2010, och FN förklarade 2011 officiellt viruset som utrotat. Det är den andra smittsamma sjukdom som utrotats efter smittkoppor.